# 布拉克什基站
布拉克什基站是图库姆斯-叶尔加瓦铁路上的一个火车站，车站建于1931年，附近的居民点是利夫贝尔泽村。